# جیسون (سکوی توسعه سامانه‌های چند کارگزاری)
جیسون یک سکوی توسعه سامانه‌های چند کارگزاری بوده و بسط و توسعه زبان برنامه نویسی کارگزار گرای AgentSpeak می‌باشد. جیسون با استفاده از جاوا توسعه داده می‌شود. جیسون یک نرم‌افزار منبع باز است که تحت مجوز GNU LGPL منتشر می‌شود.